# Fools Garden
Fools Garden (транскр.  Фулз гарден) је немачки бенд који је познат по песми Lemon Tree. Основали су га Петер Фројдентхалер и Волкер Хинкел 1991. године у граду Пфорцхајму у Немачкој. Бенд је објавио 9 албума, добио 12 награда и одржао више од хиљаду наступа уживо. Музички стил групе окарактерисан је као поп рок, софт рок, бритпоп и још неки жанрови. На уметнички стил ове групе највећи утицај су имали Битлси, Стинг и Ролинг Стоунси. Многи критичари су назвали овај бенд 'one-hit wonder'(бенд који има само једну популарну песму), на Хенкел одговара да имају много хитова и да их то не погађа. 

## Историја

### Оснивање бенда
Петер Фројдентхалтер и Хенкел су похађали Универзитет у Штутгтарту где су се и упознали. Хинкел је започео свој музички пројекат звани Magazine(транскр. Магазин) и сазнавши да је Петер композитор,одлучио је га позове да му се придружи и да раде заједно. Хинкел је прерадио Фројденталеров аранжман песме “Lena“, који је било њихово прво дело. Видели су оглас у новинама где се тражио снимљен студијски албум за 130DM некадашњу радио станицу. Да би снимљени материјал извели уживо,позвали су басисту Томаса Манголда, клавијатуристу Роланда Рула и бубњара Ралфа Вехелеа. Преименовали су бенд у Fool's Garden и започели каријеру.

#### Почетак каријере
Свој промо-албум,који су посветили Џон Ленону,је био неуспешан и продали су само пет копија албума. Први пут се појављују на радију и телевизији 1992. године(SWR 3 у Штутгарту и Tele 5 у Минхену). 1993. бенд је одлучио да поново сними песме са промо ЦД-а и објави први студијски албум “Once in a Blue Moon“ и започиње мини-турнеју кроз Баварију. Наступали су у баровима пред малим бројем људи. Петер је изјавио да се на првом њиховом концерту појавило само двадесет људи. Албум је био потпуни неуспех у коме је њихова продукцијска кућа замало банкротирала. Fools Garden је постигао свој први велики успех 1994. Немачка робна кућа C&A је искористила њихову песму Wild Days у реклами на телевизији. Песма је достигла #59 место на немачкој листи синглова и #37 у Аустрији. Исте године, први пут гостују у немачки међурегионалним новинама Sonntag aktuell

## Награде и концерти
У априлу 1995. објављен је сингл са песмом "Lemon tree". Албум “Dish of the Day“ објављен је у децембру 1995. године и садржи песме "Lemon Tree" и "Wild days". Албум је постао бестселер у Европи са преко 600.000 продатих примерака и преко 1.100.000 примерака широм света. Ушао на многе топ листе широм Европе. И “Lemon tree“ и “Wild days“ најбоље су се продавали у Аустрији и Швајцарској. Остварили су велики успех у Енглеској и у Азији. “Lemon tree“ је именована најбољом песмом године од Metro Broadcast Corporation Ltd. Албум је добио златни сертификат на Тајланду, платинасти сертификат у Сингапуру, Тајвану и двоструко платинасти сертификат у Малезији. Успех 1995-1996 донео је бенду бројне награде, укључујући ECHO, Goldene Stimmgabel, Goldene Europa и неке друге. . Број слушалаца на концертима достигао је и до 80.000. Трећи албум “Go and Ask Peggy for the Principal Thing“ објављен је 8. септембра 1997. Три месеца пре званичног објављивања у циљу промоције диска, сингл са песмом "Why did she go?" је објављен и успео да остане на немачкој листи синглова 9 недеља, достигавши 76. место. 5. јуна 2000, Fools Garden су објавили свој следећи студијски албум “For Sale“. 18. јуна група је наступил у Сингапуру на додели Radio Music Awards, Такође 24. јула, бенд је наступио у Улму на концерту који сваке године организује локална радио станица Radio 7. Нажалост, нови албум је био комерцијална катастрофа.“For Sale“ је заузео #84 на немачкој листи албума, задржавши се са овим резултатом само недељу дана.
3. јула 2005. бенд је одсвирао свој највећи концерт, наступајући на фестивалу посвећеном 750. годишњици Калињинграда. Концерт је укупно привукао преко 100.000 слушалаца. Такође 2005. године, Fools Garden је награђен наградом Равенсбургер Купферле. Бенд је прославио своју 20. годишњицу наступом на добротворном концерту са Камерним оркестром Пфорцхајм.

## Чланови групе
Након неуспеха последњег албума,долази до несугласица између продукцијске куће и чланова бенда. Басиста Томас Манголд, клавијатуриста Роланд Рол и бубњар Ралф Вокеле напуштају бенд. Хинкел и Фројденталер су одлучили да своју музичку каријеру наставе као дуо и основали су сопствену продуцентску кућу "Lemonade Music". Променили су и назив бенда: од тог момента постаје познат као Fools Garden,уместо дотадашњег имена Fool's Garden(без апострофа). Ускоро гитариста Габриел Холз, басиста Дирк Блумлеин и бубњар Клаус Милер постају нови чланови групе и држе многе наступе уживо. Бенд је снимио албум "Ready for the Real Life" који је објављен у јесен 2005. године. 2007. Габриел Холтз напушта бенд. У јулу исте године, нови синг "Innocence” пуштан је на бројним радио станицама, а у августу је достигао прво место на листи слушалаца SW3. Постава бенда се поново променила 2014–2015. Пре свега, Габријел Холц се вратио у јесен 2014. године. Почетком 2015. бенду се придружио клавијатуриста Торстен Кифер док је почетком лета исте године бубњар Клаус Милер напустио групу и заменио га Јан Хеес. Бенд је наставио да ствара музику и дан данас су актуелни на друштвеним мрежама. Праве онлајн концерте за фанове. Раде на новом албуму и Петер изјављује да му инспирација долази када је на плажи у миру. 

## Албуми
- Fool's Garden (1991)
- Once in a blue moon(1993)
- Dish of the Day (1995)
- Go and Ask Peggy for the Principal Thing (1997)
- For Sale (2000)
- 25 Miles to Kissimmee(2003)
- Ready for the Real Life(2005)
- Who is Joe King?(2012)
- Flashback(2015)
- Rise and Fall(2018)
- Captain...Coast is clear(2021)